# Charles de Pechpeyrou-Comminges de Guitaut
Pour les autres membres de la famille, voir Famille de Pechpeyrou-Comminges de Guitaut.
Charles de Pechpeyrou-Comminges, chevalier de Guitaut, est un officier de marine et gouverneur colonial français mort à la Martinique le 7 septembre 1702.

## Biographie
Frère de Guillaume de Guitaut, il suivit une carrière dans la marine royale et atteint le grade de capitaine de vaisseau.
Guitaut est gouverneur de la Martinique de 1687 à 1689, puis gouverneur de Saint-Christophe et dépendances de 1689 à 1690.
Lieutenant général pour le roi au gouvernement général des Iles françaises et Terre-ferme de l'Amérique, dont il est le commandant en chef, il est gouverneur général des Antilles françaises par intérim de juin à novembre 1691, en 1696, de 1700 à 1702.
Malade, il meurt en Martinique le 7 septembre 1702.

## Sources
- Médéric Louis Élie Moreau de Saint-Méry, « Loix et constitutions des colonies françoises de l'Amerique sous le vent: suivies 1. d'un tableau raisonné des différentes parties de l'administration actuelle de ces colonies; 2. d'observations générale sur le climat, la population, la culture .... Comprenant les loix et constitutions depuis 1550 jusqu'en 1703 inclusivement, Volume 1 », 1784
- Jean-Baptiste Labat, « Nouveau voyage aux isles de l'Amerique... Nouv. ed. augm, Volume 5 », 1742
- Sidney Daney de Marcillac, « Histoire de la Martinique: depuis la colonisation jusqu'en 1815... », 1963
- Adrien Dessalles, Pierre Régis, « Histoire générale des Antilles, Volume 2 », 1847